# أندريا أرنابولدي
أندريا أرنابولدي (بالإيطالية: Andrea Arnaboldi) مواليد 27 ديسمبر 1987 في ميلانو، هو لاعب كرة مضرب إيطالي بدأ مسيرته كمحترف سنة 2006 يلعب باليد اليسرى ويحتل حالياً المرتبة رقم. 166 (2 مارس 2016) في تصنيف رابطة محترفي كرة المضرب. أعلى تصنيف له في الفردي كان المركز الـ 153 في سنة 2015. أعلى تصنيف له في الزوجي كان المركز الـ 175 في سنة 2013.

## روابط خارجية
- أندريا أرنابولدي على موقع رابطة محترفي التنس (الإنجليزية)
- أندريا أرنابولدي على موقع الاتحاد الدولي لكرة المضرب (الإنجليزية)
- أندريا أرنابولدي على موقع خلاصة التنس.كوم (الإنجليزية)
- أندريا أرنابولدي على موقع إي إس بي إن.كوم (الإنجليزية)